# 安明哲
安明哲（アン・ミョンチョル、안명철、1969年-）は韓国在住の脱北者。朝鮮民主主義人民共和国（北朝鮮）の朝鮮人民軍の元兵士、現在は北朝鮮人権問題運動家。

## 経歴
1969年、朝鮮民主主義人民共和国（北朝鮮）咸鏡南道にて朝鮮労働党幹部の父を持つ裕福な家庭の長男として生まれる。
1987年、洪原農業専門学校卒業の2ヶ月前から1994年まで北朝鮮の秘密警察にあたる国家安全保衛部管轄の強制収容所の警備兵として勤務した。1995年、咸鏡北道会寧市にある第22号管理所の警備を担当していた頃、父が冤罪処刑され、母も冤罪逮捕された。この事実が「明日は我が身」という思いに至り、亡命を決意。豆満江を越え、中国経由で韓国に亡命した。
亡命後は回想録『北朝鮮絶望収容所』（原題・彼らは泣いている）などを出版、韓国国内で話題となる。大学卒業後は韓国京畿道の農協に勤務。1998年にはアメリカ議会で証言を行う。現在は、同じく脱北者である姜哲煥が設立した北朝鮮人権活動NGO団体「North Korea Strategy Center」事務局長を務め、韓国国内ならびに世界各地で強制収容所の証言講演活動を続けている。
2002年12月にはファー・イースタン・エコノミック誌に掲載された衛星写真から、数箇所の強制収容所の内部について詳細に語っている。また、北朝鮮内部の事情通として、日本の報道番組にもたびたびVTR出演している。

## 著書
- 『北朝鮮絶望収容所―完全統制区域の阿鼻地獄』ベストセラーズ、1997年5月。ISBN 978-4584182871。
- 池田菊敏 訳『図説 北朝鮮強制収容所』双葉社、1997年11月。ISBN 978-4575287820。